# Smyków (gmina Smyków)
Smyków – wieś w Polsce położona w województwie świętokrzyskim, w powiecie koneckim, w gminie Smyków.
| SIMC    | Nazwa       | Rodzaj    |
| ------- | ----------- | --------- |
| 0270082 | Ostre Górki | część wsi |
| 0992527 | Pod Lasem   | część wsi |

Do 1954 roku siedziba gminy Miedzierza. W latach 1975–1998 miejscowość należała administracyjnie do województwa kieleckiego.
Miejscowość jest siedzibą gminy Smyków.
Przez miejscowość przebiega droga krajowa nr 74.
W miejscowości działa klub piłki nożnej, KS Smyków.
Wierni Kościoła rzymskokatolickiego należą do parafii Matki Bożej Częstochowskiej w Miedzierzy.

## Historia
W 1827 r. było tu 18 domów i 93 mieszkańców. W 1885 r. wieś miała 28 domów, 174 mieszkańców, 221 mórg ziemi włościańskiej i 1 morgę ziemi rządowej.